# 2010年ペイバック作戦
2010年9月に実行されたペイバック作戦（英 Operation Payback）は、インターネット上の不正コピー行為に対応する団体等に対して行われたアノニマスによる協調分散された一連の攻撃であった。
初期の攻撃は、主要な著作権管理団体、反不正コピー団体、法律事務所等への攻撃であった。
引き続いて2010年12月、アノニマスは、ウィキリークスへの寄付受付を停止した銀行やクレジットカード決済会社のWebサイトに対してDDoS攻撃を実行した
。この作戦名は、アサンジの復讐作戦（英 Operation Avenge Assange）であった。この作戦についても説明する。

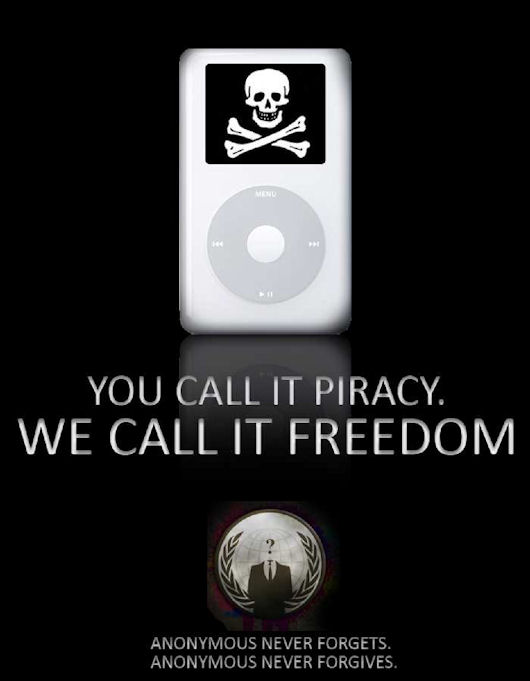
ペイバック作戦のチラシ

## 背景
ペイバック作戦の背景には、いくつかのインドの映画会社がtakedown通知（削除請求）に応じなかったWebサイトに対してサービス妨害攻撃（DDoS攻撃）を行うためにAiplexソフトウェアを調達したことがある。
4chanという掲示板に集うアノニマスの不正コピー活動家は、これに報復するために謀議を行い2010年9月に「ペイバック作戦」を策定した
。
当初の計画ではAiplexソフトウェアを直接攻撃する予定であったが、直前に著作権管理組織であるMPAA（Motion Picture Association of America）とIFPI（International Federation of the Phonographic Industry）の両Webサイトを攻撃することに変更されたという
。
アサンジの復讐作戦の背景には、ウィキリークスへの寄付受付を銀行やクレジットカード決済会社が停止したことがある
。

## 経緯
2010年9月19日、MPAA（Motion Picture Association of America）とIFPI（International Federation of the Phonographic Industry）の両Webサイトが攻撃された。
2010年9月21日、イギリスの法律事務所ACS:LawのWebサイトが標的となった
。
2010年9月27日、オーストラリアの著作権管理団体AFACT（Australian Federation Against Copyright Theft）に対するDDoS攻撃は、同じサーバにおいて運用管理されていた約8,000の小さなサイトの運用妨害をもたらした
。
2010年10月18日、ポルトガルのACAPORのWebサイトが改竄された
。
2010年12月4日、アサンジの復讐作戦が開始され、まずPayPalのblogサイトに対してDDoS攻撃が行われた

。
2010年12月8日、アサンジの復讐作戦の一環で、Visaとマスターカードに対してDDoS攻撃が行われた
。
2010年12月9日、アメリカの連邦捜査局（FBI）がDDoS攻撃に悪用されたISPのIRCサーバの捜査を開始した
。
2010年12月10日、イギリスの『デイリー・テレグラフ』紙は、アノニマスがスウェーデンへの身柄引き渡しについてイギリス政府を脅迫したと報じた
。
2011年1月27日、イギリスにおいて5人の男が逮捕された
。
2011年1月、アイルランドの政党のウェブサイトを運用していた米アリゾナ州のサーバーに不正アクセスをしてサイトを改竄した。
同年同月、チュニジア政府のコンピューターシステムに対してアノニマスのメンバーがDDoS攻撃を行なった。同国首相のウェブサイトも標的とされた。この攻撃のことを「チュニジア作戦」と呼ぶ。